# Juzennecourt
Juzennecourt település Franciaországban, Haute-Marne megyében. Lakosainak száma 199 fő (2022. január 1.). Juzennecourt Blaisy, Gillancourt, Lachapelle-en-Blaisy, Lavilleneuve-au-Roi, Sexfontaines és Colombey les Deux Églises községekkel határos.

## Népesség
A település népességének változása:
| Lakosok száma | 193  | 135  | 148  | 205  | 209  | 208  | 213  | 212  | 210  | 199  |
|               | 1968 | 1982 | 1990 | 2006 | 2013 | 2015 | 2017 | 2019 | 2020 | 2022 |